# Тето Сан Бернардо (Кунео)
Тето Сан Бернардо је насеље у Италији у округу Кунео, региону Пијемонт.
Према процени из 2011. у насељу је живело 5 становника. Насеље се налази на надморској висини од 763 м.